# 小松島站
小松島站（日语：／ Komatsushima eki */?）是位於德島縣小松島市小松島町，日本國有鐵道（國鐵）小松島線的鐵路車站（廢站）。

## 歷史
- 1913年（大正2年）4月20日：阿波國共同汽船（日语：阿波国共同汽船）開設此站。同日國鐵借用鐵路線，路線名以小松島輕便線的名義營業[1]。
- 1917年（大正6年）9月1日：阿波國共同汽船被國有化。
- 1922年（大正11年）9月2日：路線名稱改為小松島線。
- 1940年（昭和15年）3月15日：在站內設置小松島港臨時乘降場（事實上是延伸路線）。
- 1984年（昭和59年）2月1日：結束貨物和行李起卸業務[1]。
- 1985年（昭和60年）3月14日：小松島線全線廢除，此站也被廢除[1]。

## 車站構造
此站是地面車站，設有2面2線的單式月台。當中1線是在站內從中田一方分支出來，連接小松島港臨時乘降場。此外，站內還有小松島客貨車区（電報碼：四コマ）和德島柴油列車區小松島支區，該處設有多條側線。另外，在站內的小松島港臨時乘降場可轉乘渡輪前往大阪和和歌山。而此站與小松島港臨時乘降場的營業距離定為0.0公里，實際為0.3公里。而小松島港臨時乘降場內設有1面單式月台和機走線。

## 車站周邊
車站位於小松島市中心附近的住宅區，比起牟岐線南小松島站，此站的氣氛比較冷清。

## 現狀
車站遺址變成小松島車站公園。該處的SL紀念廣場展出了C12形蒸汽機車和50系客車。而SL廣場附近曾經是編組場的遺址，而站舍和月台的遺址變為小松島港合同廳舍附近。在1992年（平成4年），車站遺址附近建設了小松島市立圖書館。
- 金長だぬき郵便局

## 相鄰車站
日本國有鐵道
小松島線
中田－小松島－小松島港臨時乘降場

## 注腳
1. 1 2 3 4 5  石野哲（編）.  初版. JTB. 1998-10-01: 663-664. ISBN 978-4-533-02980-6 （日语）.

## 相關項目
- 日本鐵路車站列表 Ko